# Reader’s Digest

Das Logo der Zeitschrift

Reader’s Digest ([ˈɹiːdɚz ˈdaɪdʒɛst], englisch digest „Kurzfassung, Auszug (für den Leser), Extrakt (aus einem Buch oder Artikel); Auswahl, Übersicht, Abriss“ von to digest „verdauen; durchdenken, geistig verarbeiten“) ist eine Zeitschrift mit internationaler Verbreitung, die ursprünglich dadurch bekannt wurde, dass sie Artikel anderer Zeitschriften sowie Buchauszüge und Bücher in mehreren Sprachen, teilweise in gekürzter Form, veröffentlichte. Heute enthält die Zeitschrift überwiegend eigene Inhalte, die sich zudem je nach Länderausgabe unterscheiden. Unter der Marke Reader’s Digest erscheinen neben der Zeitschrift heute auch Bücher, Hörbücher, Musik-CDs sowie DVDs.

## Geschichte
Die Muttergesellschaft The Reader’s Digest Association, Inc. wurde 1922 von dem Ehepaar Lila Acheson Wallace und DeWitt Wallace in Pleasantville bei New York gegründet. Die erste Ausgabe des Magazins erschien am 5. Februar 1922. Die Herausgeber versandten in der Anfangszeit die Exemplare auf dem Postweg für 10 Cent pro Stück. 1935 erreichte die Auflage erstmals eine Million Exemplare.
Die erste ausländische Ausgabe erschien 1938 in Großbritannien; 1948 erschienen die ersten Ausgaben für Deutschland und die Schweiz, 1952 in Österreich.

## Der Konzern
Der Mutterverlag war bis März 2007 an der New Yorker Börse notiert. Er hatte 2010 mehr als 130 Millionen Kunden in 78 Ländern und erwirtschaftete 2009 einen Umsatz von rund 2,1 Milliarden Dollar. Für 1,8 Milliarden Euro (2,6 Milliarden Dollar) ist der Verlagskonzern im März 2007 an ein Konsortium unter Führung der amerikanischen Investmentfirma Ripplewood Holdings LLC verkauft worden (mit dem Magazin in 20 Sprachen, in 16 Millionen Exemplaren Auflage).
Die Zeitschrift erschien 2010 in 50 verschiedenen Ausgaben in 20 Sprachen und erreichte mit einer Auflage von 16 Millionen Exemplaren rund 70 Millionen Leser. Die amerikanische Ausgabe ist mit 8,2 Millionen Exemplaren die auflagenstärkste. Das Hauptmagazin „Reader’s Digest“ und 40 weitere Blätter erreichen mehr als 100 Millionen Leser; die Aktionäre der Reader’s Digest Association Inc. erhielten 17 Dollar je Aktie.
Die deutsche und die schweizerische Ausgabe erschienen erstmals unter dem Titel Das Beste aus Reader’s Digest im September 1948.
Die deutsche Ausgabe Reader’s Digest Deutschland erscheint monatlich in einer Auflage von 200.000 Exemplaren. Sie wird von dem in Stuttgart ansässigen Tochterverlag Reader’s Digest Deutschland: Verlag Das Beste GmbH herausgegeben. Die Schweizer Ausgabe wird in Zürich, die österreichische in Wien verlegt.
Der Verlag gibt auch Bücher, Hörbücher, Musik, DVD/Videos heraus und bietet ebenso Produkte aus dem Bereich Gesundheit und Wellness (Nahrungsergänzungsmittel, Arzneimittel) sowie Wein, Schmuck und Wandern an. Seit 1955 erscheint alle zwei bis drei Monate die Abonnementreihe Reader’s Digest Auswahlbücher. In jedem Band finden sich Kurzfassungen (englisch: digest) von vier aktuellen Bestsellern.
Von 1960 bis 2011 erschien im Verlag auch jährlich Das Jugendbuch, früher unter den Titeln Das große Reader’s Digest Jugendbuch oder Das große Jugendbuch bekannt (in den Jahren 1993 bis 2002 zusätzlich als Lizenzausgabe unter dem zuvor bereits seit 1880 ebenso wie später wieder eigenständig erschienenen Traditionstitel Das Neue Universum, als dessen Band 114 bis 119).

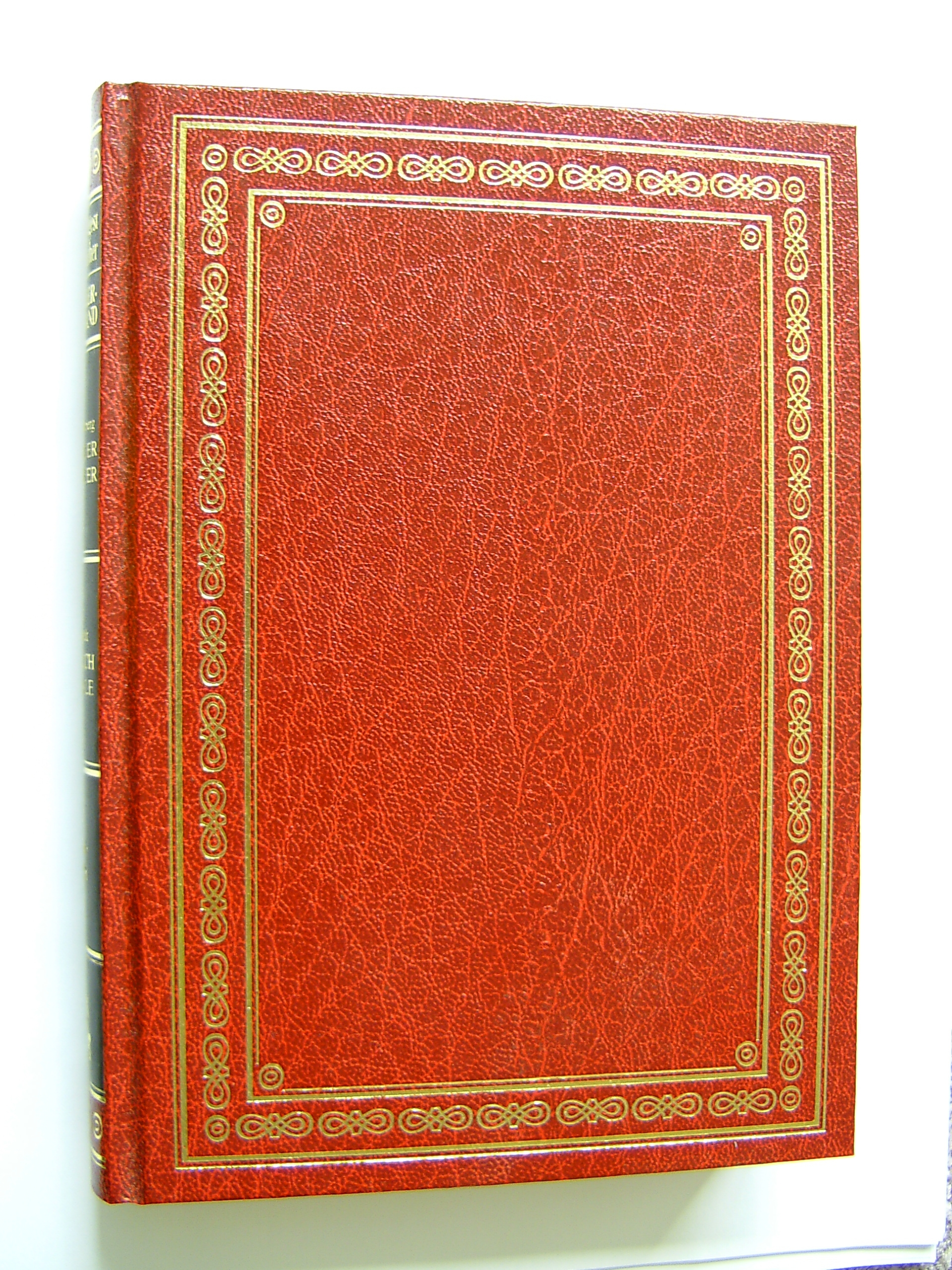
Buchdeckel eines Bestseller-Sonderbandes (Auswahlbücher) der 1980er Jahre. Frühere Bücher hatten statt des Rahmens ein rundes Symbol.

1973 gab der Verlag ein zweibändiges Lexikon unter dem Titel Der Neue Reader’s Digest Brockhaus heraus.
Von 1985 bis 1995 erschien die Science-Fiction-Reihe Unterwegs in die Welt von morgen im Hardcover mit zumeist je zwei SF-Romanen pro Band. Ein Beispiel für Verlagskooperation und die seitengleiche Übernahme einer umfangreichen Publikation aus einem anderen Verlag ist das 1991 im Meyers Lexikonverlag Mannheim erschienene Meyers Memo, das Reader’s Digest im selben Jahr als Sonderausgabe unter dem Titel Das große Buch des Allgemeinwissens herausbrachte.
Am 24. August 2009 beantragte der Konzern Reader’s Digest Association Inc. nach Chapter 11 des US-Insolvenzrechtes Gläubigerschutz. Die Schulden des Konzerns sollten so abgebaut werden. Die deutsche Tochtergesellschaft war von dem Verfahren nicht betroffen. Das Verfahren wurde am 22. Februar 2010 abgeschlossen, die Schuldenlast des Konzerns wurde deutlich reduziert.
Am 17. Februar 2013 meldete Reader’s Digest erneut Insolvenz nach Chapter 11 an. Auch dieses Verfahren wurde beendet. 2015 benannte sich die Reader’s Digest Association Inc. in Trusted Media Brands um.
Reader’s-Digest-Deutschland-Verlag Das Beste ist seit Mai 2017 eine Tochtergesellschaft des spanischen Direktmarketing-Unternehmens CIL.

## Inhaltliche Ausrichtung
Reader’s Digest war lange Jahre bekannt dafür, ein relativ geschlossenes Weltbild zu vertreten, das der Konzern selbst als politisch konservativ, proamerikanisch, antikommunistisch, optimistisch und christlich (siehe Christdemokratie) orientiert bezeichnet. In der Zwischenzeit haben die Ländergesellschaften von Reader’s Digest häufig ein eigenes Profil entwickelt.

## Die Leser
Reader’s Digest ist eine Abonnementzeitschrift, die 90 Prozent ihrer Leser über das Abonnement erreicht. Die Leserschaft wird vom Verlag als zumeist älter als 40 Jahre und relativ gut situiert dargestellt.

## Gewinnspiele
Reader’s Digest setzt zur Bewerbung seiner Produkte Direktmarketing und Gewinnspiele ein. Die teilweise verwirrende Aufmachung der Gewinnspielunterlagen und die Ausgestaltung der Gewinnspiele dienen aus Sicht der Verbraucherzentrale Hamburg nur dazu, Produktbestellungen zu provozieren. 2001 verpflichtete sich Reader’s Digest USA, sechs Millionen Dollar Wiedergutmachung an Opfer ihrer Marketingmethoden zu zahlen, nachdem dem Verlag vorgeworfen worden war, ältere Menschen mit betrügerischen Methoden zu Vertragsabschlüssen zu bewegen.
Die deutsche Tochtergesellschaft von Reader’s Digest weist darauf hin, dass sämtliche Gewinne, die ausgelobt würden, auch tatsächlich zur Auszahlung kämen – nachzulesen sei das in der jährlich herausgegebenen Gewinnerliste bzw. auf der Homepage. Außerdem sei die Teilnahme an der Gratisverlosung unabhängig von einer Bestellung.